# Bifidobacterium
Bifidobacterium is een geslacht van grampositieve, strikt anaerobe, niet-sporenvormende, onbeweeglijke en staafvormige bacteriën. Ze zijn in staat om glucose tot melkzuur en azijnzuur af te breken en halen hieruit hun energie. Dit gebeurt volgens een eigen gecompliceerd stofwisselingsproces. Er zijn geen pathogene soorten bekend. Een aantal stammen wordt in probiotica gebruikt.
De belangrijkste soorten zijn:
- B. adolescentis
- B. bifidum
- B. breve
- B. infantis
- B. longum

Deze bacteriën komen van nature voor in de darmflora van mens en dier, meer bepaald in de dikke darm. Bij zuigelingen, die borstvoeding krijgen, maken de bifidobacteriën zelfs 95% uit van de totale darmflora. De soorten die voorkomen in het menselijk spijsverteringsstelsel onderscheiden zich van dierlijke bifidobacteriën. Zo is bijvoorbeeld B. animalis, die voorkomt bij dieren, beter bestand tegen zure milieus en wordt daarom toegepast in verschillende soorten probiotische yoghurts.

## Fysiologische effecten
Sommige stammen van bifidobacteriën begunstigen de darmomgeving door de microflora te verbeteren, constipatie te verhinderen, en daardoor de eigenschappen van ontlasting positief te beïnvloeden. Ze produceren zowel azijnzuur als melkzuur, typisch in een 3:2-verhouding. Een ander belangrijk effect van bifidobacteriën is dat sommige soorten het immuunsysteem stimuleren.

## Toepassingen
Vanwege hun gunstige effecten worden sommige stammen toegepast in de levensmiddelenindustrie, geneeskunde en diervoeding als probiotica. Het ultieme doel is de omgeving van het maag-darmstelsel te verbeteren en darminfecties te verhinderen. De meeste toepassingen bevinden zich in de zuivelindustrie, vooral in gefermenteerde producten zoals yoghurt. Bifidobacteriën zijn anaeroob en sterven daarom snel af in contact met zuurstof uit de lucht. Na openen verliest een product met bifidobacteriën dus snel zijn gunstige werking.

## Bifidus
De term (actieve) bifidus wordt regelmatig gebruikt in reclame-uitingen van fabrikanten die producten maken, waarin bifidobacteriën zijn verwerkt. Bifidus is echter niets meer dan een reclameterm en zegt niets over welke soort (of stam) daadwerkelijk in het product is gebruikt (en ook niet óf er daadwerkelijk bifidobacteriën zijn gebruikt), noch over de hoeveelheid of werking. Aangezien het geen betekenis heeft, mag het ook niet voorkomen in de ingrediëntendeclaratie.